# BAC 1-11
Dimensions
Le British Aircraft Corporation 1-11 (ou BAC 1-11) était un avion de ligne britannique à réaction court-courrier des années 1960 et 1970. Conçu par Hunting Aircraft, il a été développé et produit par British Aircraft Corporation après que les principaux constructeurs britanniques eurent fusionné en 1960.
Le BAC 1-11 a été conçu pour remplacer le Vickers Viscount. Il fut le deuxième court-courrier à réaction, le premier étant le Sud-Aviation Caravelle. En raison de son entrée en service plus tardive, le BAC 1-11 profita de moteurs plus efficaces et d’une plus grande expérience en matière de réacteurs. Cela le rendit populaire, avec lors de son lancement la moitié de ses ventes aux États-Unis. Le BAC 1-11 fut l'un des avions de ligne britanniques les plus réussis : il resta en service jusque dans les années 1990, quand de nouvelles restrictions en matière de nuisances sonores amenèrent son retrait. Ses performances et sa fiabilité remarquables lui valurent le surnom de « Jeep des airs ».

## Études
En 1956, Hunting Aircraft et Vickers commencèrent tous deux des études pour remplacer le Viscount par un avion à réaction. Vickers proposa un appareil de 140 places issu de son projet VC10 : le VC11, tandis que Hunting proposa un appareil de 100 places : le Hunting 107. 
En 1960, Hunting, Vickers, Bristol, et English Electric durent fusionner sous la pression du gouvernement britannique, pour former British Aircraft Corporation (BAC).
En 1961, BAC décida de poursuivre les travaux sur le Hunting 107 de son propre chef. Le projet prit la référence 1-11, car il constituait le premier projet de BAC, et le onzième projet d'avion civil de Vickers. Le retard pris par la fusion, permit d'équiper le BAC 1-11 du nouveau turboréacteur à double flux Rolls-Royce Spey, ce qui améliora considérablement sa consommation de carburant. BAC développa également une version plus courte de 80 places, désignée BAC 1-11 200. La version originale d'une centaine de places fut nommée BAC 1-11 100.

## Les versions 200, 300, 400
Le 9 mai 1961, British United Airways (BUA) commanda dix appareils. Braniff International, une compagnie américaine, en commanda six. Celle-ci fut suivie par d'autres, dont quatre pour Mohawk Airlines (en), trois pour Kuwait Airways, et deux pour Central African Airways (en). Braniff International fit passer sa commande à douze appareils, tandis qu'Aer Lingus en commanda quatre. Western Airlines passa également une commande pour dix appareils, mais elle fut annulée peu de temps après.
En mai 1963 furent annoncées les versions BAC 1-11 300 et BAC 1-11 400. Les nouvelles versions utilisèrent la version Mk.511 du Rolls-Royce Spey à la puissance augmentée, ce qui permit d'augmenter le rayon d'action. Les nouvelles versions reçurent certaines modifications, notamment la porte du train d'atterrissage avant. Les versions 300 et 400 différaient par leurs équipements et leur avionique : les versions 400, destinées au marché des États-Unis, reçurent des instruments américains.

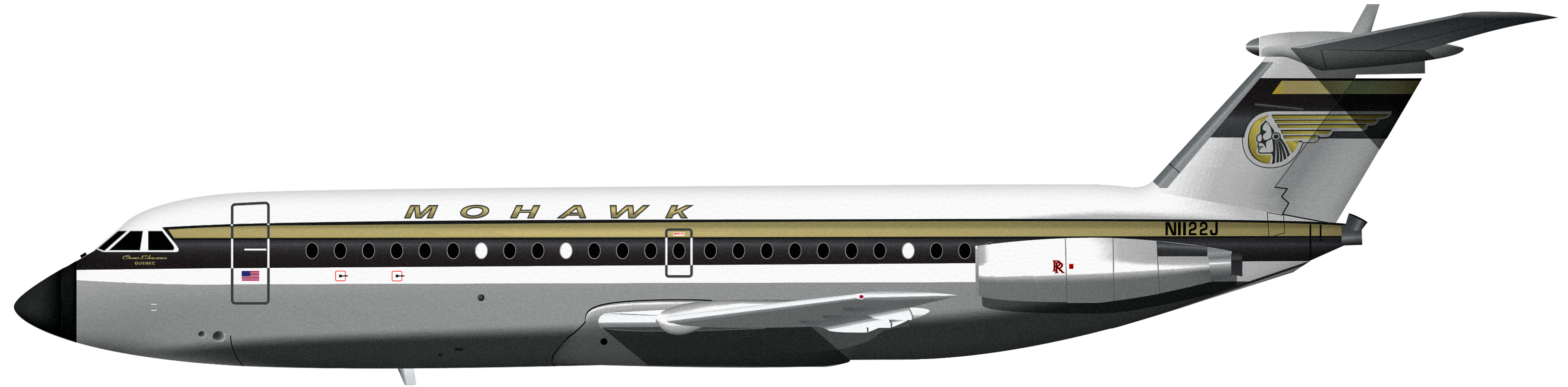
Mohawk Airlines BAC 1-11 200 « Québec » circa 1969.

American Airlines commanda quinze appareils le 17 juillet 1963, ce qui porta le nombre des commandes à 60. Même si le seuil théorique de rentabilité avait été atteint, beaucoup doutèrent du fait que BAC puisse tirer profit de ces appareils.
Le prototype immatriculé G-ASHG sortit du hall d'assemblage de Hurn le 28 juillet 1963 et effectua son premier vol le 20 août. Il avait ainsi plus d'un an d'avance sur son rival, le Douglas DC-9, ce qui permit au BAC 1-11 de jouir d'un avantage commercial pendant quelque temps, puisque le Département des Transports américain aurait pu bloquer l'achat d'appareils étrangers si des appareils américains similaires pouvaient être commandés, comme ce fut le cas pour la commande refusée à Bonanza Air Lines (en).
Le prototype s'écrasa le 22 octobre, tuant tous ses occupants. L'enquête révéla un phénomène de décrochage causé par la réduction du débit d'air sur l'empennage et les moteurs, en raison du profil de la voilure. BAC conçut alors et installa un stick shaker, ce dispositif permettant d'avertir le pilote de l'imminence d'un décrochage en faisant trembler le manche, tandis que le constructeur redessina aussi les bouts d'ailes pour mieux répartir l'air sur l'arrière de l'avion.
Les essais se poursuivirent sans que la confiance des clients ne fût ébranlée, malgré l'écrasement. Ainsi American Airlines et Braniff International transformèrent leurs options en commandes fermes en février 1964 alors que treize avions étaient déjà sortis des chaînes de montage à la fin de l'année 1964, .
Le BAC 1-11 reçut sa certification et l'appareil G-ASJI fut remis le 22 janvier 1965 à BUA. Après plusieurs semaines d'essais en vol, le premier vol commercial eut lieu le 9 avril entre Gatwick et Gênes.
Braniff International reçut son premier appareil le 11 mars, et Mohawk Airlines le 15 mai. À la fin de 1965, 34 avions furent en tout livrés à ces compagnies. La demande soutenue permit d'ouvrir une seconde ligne de production à Weybridge.

## Les versions 500 et 475

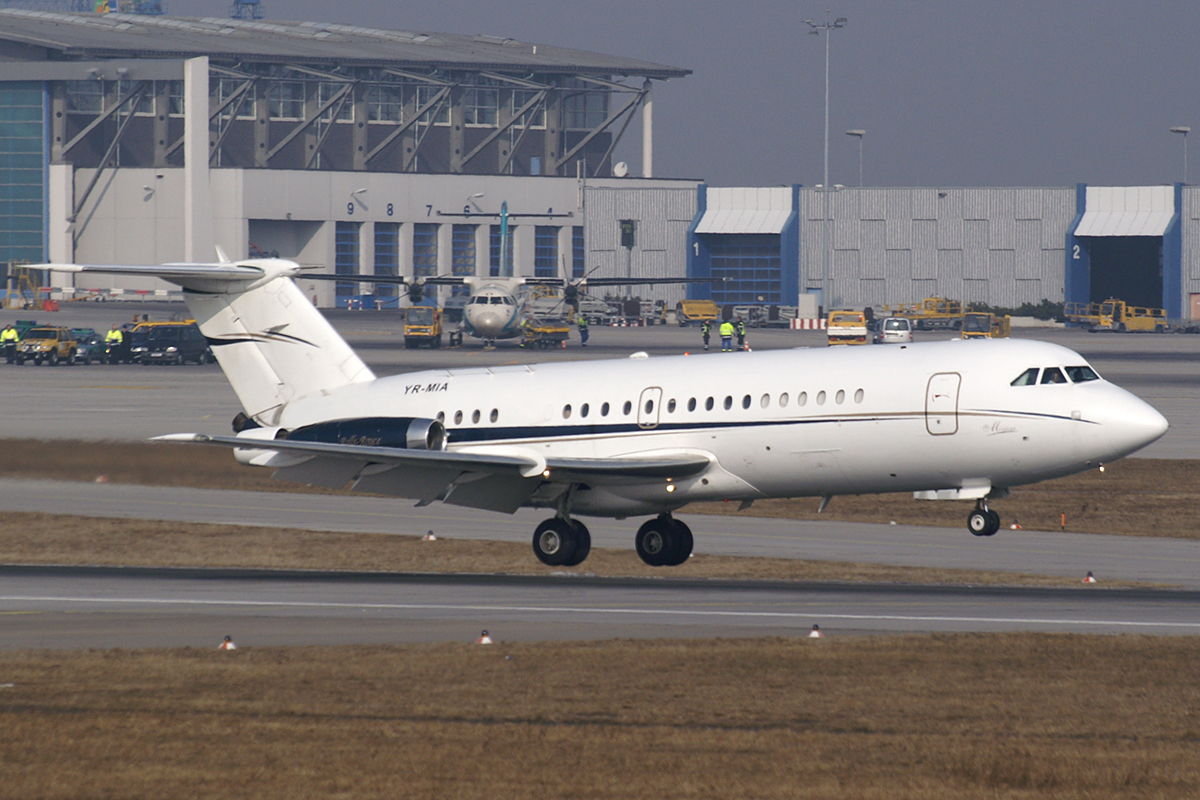
BAC 1-11 de Mia Airlines à l'aéroport de Stuttgart

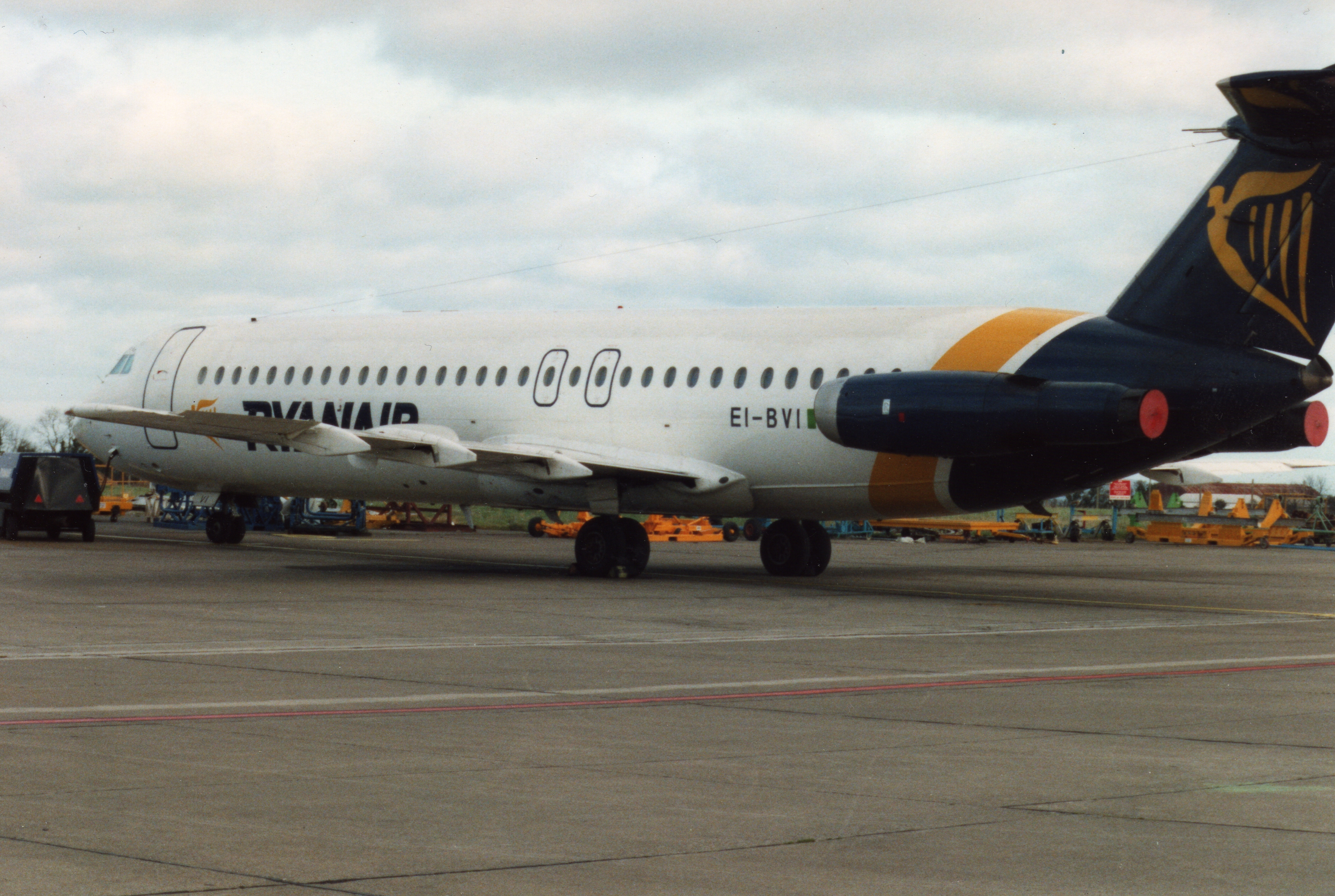
Ryanair BAC 1-11

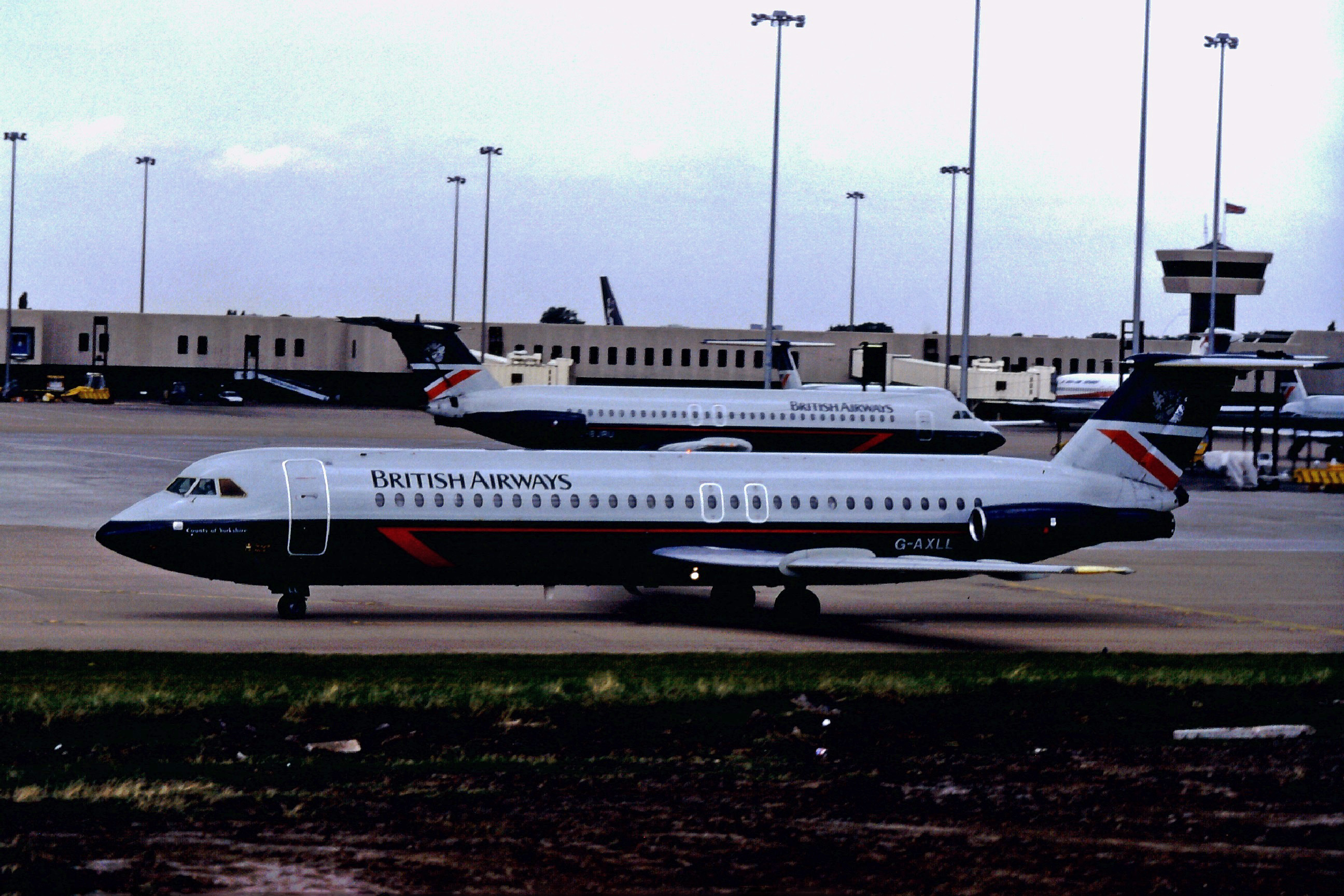
British Airways BAC 1-11 à l'aéroport de Birmingham

En 1967, une version allongée de 119 places fut présentée sous le nom de BAC 1-11 500 (aussi connue sous le nom de Super BAC 1-11), mais celle-ci subit un retard d'au moins un an en raison de l'hésitation de BEA à plébisciter l'appareil. Ce retard pénalisa fâcheusement le BAC 1-11 qui perdit son avance d'un an sur ses concurrents et permit aux DC-9 et Boeing 737 notamment de percer sur le marché intérieur britannique. De surcroît, l'appareil fut un échec commercial outre-Atlantique, puisque aucun appareil ne fut plus vendu aux États-Unis.
Comparé aux versions antérieures, le BAC 1-11 500 était rallongé de 4,11 mètres et son envergure augmentée de 1,5 m. Il fut motorisé par le nouveau réacteur Mk.512 Spey de Rolls-Royce. Cette version se vendit bien en Europe, en particulier auprès des compagnies charter. En 1971, elle subit une mise à jour afin de réduire la traînée et la distance de piste nécessaire au décollage. 
Les appareils de la version 500 commandés par BEA différaient nettement de ceux des autres compagnies pour répondre à la demande de la compagnie aérienne britannique. En effet, les postes de pilotage et l'avionique des BAC 1-11 510ED étaient identiques à ceux du Hawker-Siddeley Trident, afin de permettre une économie d'échelle accrue étant donné que le BAC 1-11 et le Trident constituaient l'essentiel de la flotte européenne de BEA à cette époque.
Leur équipement supplémentaire comprenait également un système d'atterrissage automatique hérité du Trident. Les modifications apportées à l'appareil furent si importantes qu'une formation spécifique était nécessaire pour piloter un appareil de la version 510ED, car la plupart des commutateurs furent inversés pour se conformer à la configuration du Trident.
Après avoir été confronté à la concurrence « d'en haut » des appareils américains en 1966, le BAC 1-11 dut faire face à celle venue « par le bas » en 1970, avec l'arrivée du Fokker F28. Ce dernier, disponible en quatre versions, était moins complexe, moins coûteux, plus léger, ce qui jouait nettement en sa faveur. 
EN 1970 BAC réagit en lançant le BAC 1-11 475, celui-ci combinait le fuselage du 1-11 400 avec la puissance supérieure et l'aile plus grande de la version 1-11 500, afin de faire face aux situations « hot and high », à savoir les atterrissages et décollages en haute altitude et à haute température extérieure, mais seulement dix appareils de ce type furent vendus.

## La version 670
En 1977, le BAC 1-11 670, était une version plus silencieuse et améliorée du 475, fut proposée pour le marché intérieur japonais, qui ne trouva pas preneur.

## Projets avortés
En 1974, BAC investit un effort important dans le lancement du BAC 1-11 700 destiné à concurrencer de plein fouet les DC-9 et 737. Cet appareil devait accueillir 134 passagers, et aurait dû adopter le moteur Rolls-Royce Spey 64 de puissance accrue, or Rolls-Royce, tout juste remis de la faillite, échoua dans le mise au point du moteur, et le projet de l'appareil avorta.  
Un BAC 1-11 700 un peu moins ambitieux réapparut en 1978, qui était une version améliorée de BAC 1-11 500, propulsé par des Rolls-Royce RB432. Le projet fut présenté à British Airways comme une alternative au Boeing 737-200, mais il fut rejeté. 
BAC et Hawker-Siddeley fusionnèrent en 1977, pour former British Aerospace (BAe). Une version équipée de moteurs CFM-56, dénommée BAC 1-11 800 fut proposée, pouvant accueillir quelque 150 passagers en classe mixte. 
Le destin du BAC 1-11 800 fut scellé par celui des autres avions moyen courriers, plus performants et inondant le marché tant et si bien que la version ne dépassa pas le stade de l'étude.

## Total des livraisons
Jusqu'en 1971, 166 appareils furent vendus. À partir de cette année-là, les commandes diminuèrent nettement. La production fut maintenue jusqu'en 1982, malgré le fait que seulement 25 avions furent produits en onze ans, au bout desquels BAC espérait que Rolls-Royce développe de nouvelles versions du Spey et que la Roumanie conclue l'achat de licence et le transfert de la production vers Bucarest.

## L'aventure ROMBAC
En 1979, le président roumain Nicolae Ceaușescu signa le contrat pour l'acquisition de la licence de production du BAC 1-11 en Roumanie. Il s'agissait de construire au moins 25 modèles en Roumanie sous le nom de ROMBAC 1-11, ainsi que de produire des moteurs Spey sous certification européenne et américaine. Un marché d'environ 80 appareils avait été envisagé pour l'Europe de l'Est, les pays du Tiers-monde et la Chine.
Un appareil de ce type servira d'avion présidentiel pour Nicolae Ceaușescu.
Le premier vol du ROMBAC 1-11 eut lieu le 18 septembre 1982 et la production se poursuivit jusqu'en 1989 à un rythme beaucoup plus lent que prévu dans le contrat : neuf avions seulement furent livrés, pour trois raisons : 
- la Roumanie avait beaucoup de mal à trouver des acheteurs pour l'avion, même s'ils en louèrent quelques-uns à des compagnies européennes ;
- l'avion eut du mal à concurrencer les autres à cause de son bruit et de sa plus forte consommation de carburant, et de leur conception plus moderne ;
- Rolls-Royce s'opposa vigoureusement à la production du Spey en Roumanie.

### Historique d'exploitation

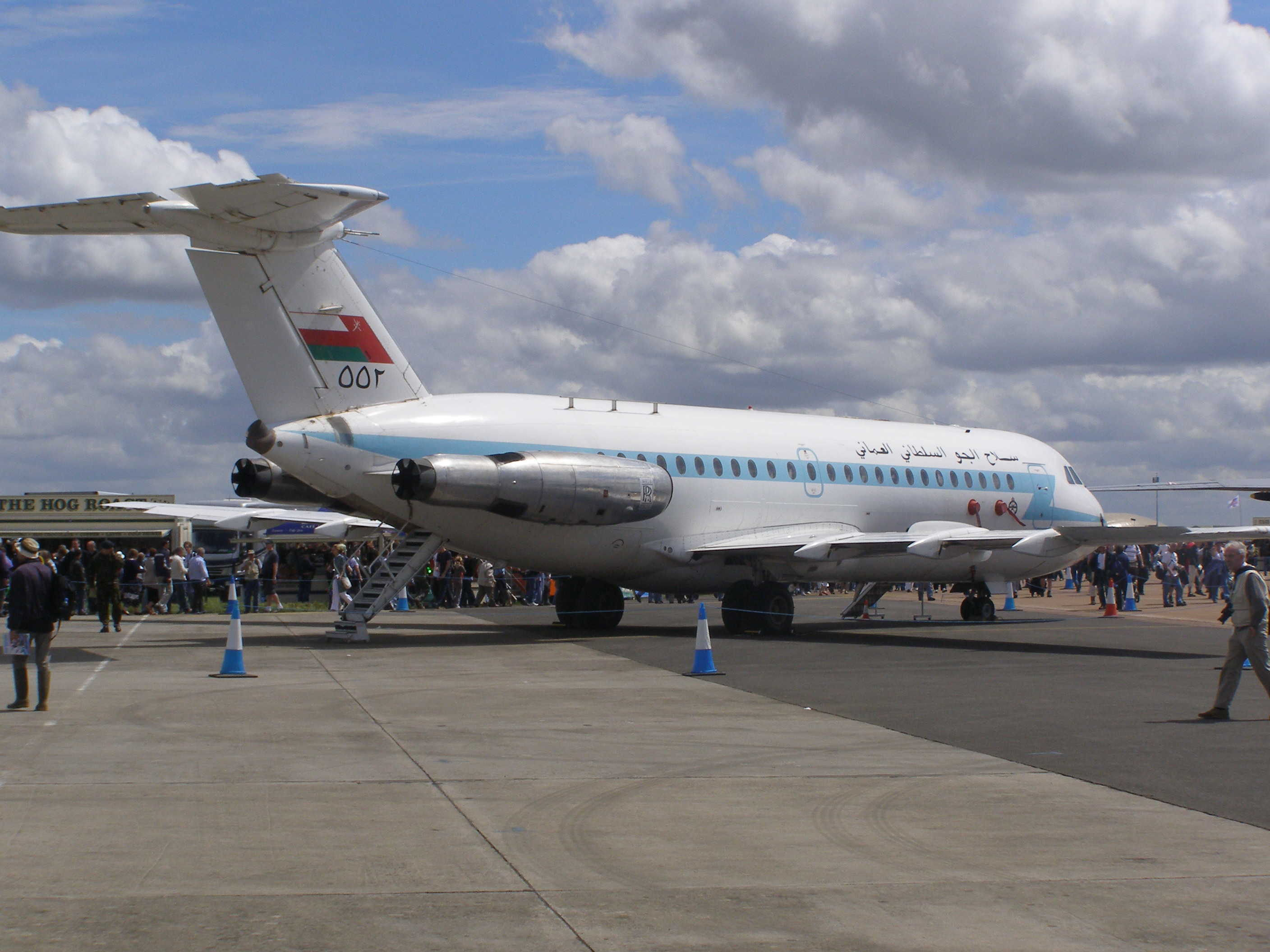
BAC 1-11 485 de la Force aérienne royale d'Oman.

Au total, 246 appareils furent produits dans les unités britanniques et roumaines, en comptant les deux cellules inachevées en Roumanie. 
A la fin des années 1980, un projet est mené pour re-motoriser le 1-11 avec des Rolls-Royce RB.183 Tay, moteur plus modernes que les Spey. De vives oppositions eurent raison de ce projet, malgré des essais en vol largement concluants.
Le BAC 1-11 vola aux États-Unis jusqu'à ce qu'il fût chassé par les Douglas DC-9 et autres Boeing 737.
En Europe, ils furent largement utilisés jusqu'au milieu des années 1980 et dans les années 1990. Beaucoup d'appareils furent vendus à des petites compagnies aériennes, notamment en Extrême-Orient et en Afrique. Les dernières utilisations de masse furent au Nigeria, et s'arrêtèrent après un accident survenu en 2002. Aujourd'hui, une poignée seulement sont encore en activité, dont quelques-uns, aménagés en avions d'affaires, subsistent encore en Europe et aux États-Unis.
Le destin européen du BAC 1-11 fut scellé par les directives sur les nuisances sonores  de mars 2003. Des kits anti-bruit pour les moteurs Spey furent proposés aux compagnies pour se conformer aux nouvelles normes, mais furent jugés trop coûteux par les compagnies qui préférèrent détruire ou vendre leurs avions.  
Plusieurs dizaines de BAC 1-11 sont encore entreposés et disponibles à la vente dans le monde entier̺. 
British Airways retira son dernier BAC 1-11 du service en 1998. Celui-ci fut leur dernier appareil de conception britannique jusqu'à l'arrivée de l'Avro RJ.

### Accidents notables
Le 6 août 1966, le vol 250 de Braniff International (en) se désintégra en vol lors d'un orage violent près de Falls City (Nebraska). Il reliait Omaha (Nebraska) à Kansas City (Missouri). Trente-huit passagers et quatre membres d'équipage furent tués dans le crash. L'avion était un BAC 1-11 203AE, immatriculé N1553.
Le 23 juin 1967, le vol 40 de Mohawk Airlines (en) échappa au contrôle de l'équipage à la suite d'un incendie à bord qui causa de graves dommages à la queue de l'avion. Il reliait Elmira, (New-York) à Washington, D.C.. Il s'écrasa près de Blossburg (Pennsylvanie) en tuant ses 34 passagers et membres d'équipage. L'avion était un BAC 1-11 204AF, immatriculé N1116J. 
Le 10 juin 1990, le vol 5390 British Airways subit une dépressurisation due à une mauvaise réparation du pare-brise de l'appareil. Le pilote fut aspiré à l'extérieur de l'avion, il fut retenu d'abord par ses pieds qui se coincèrent dans le manche, des stewards se relayèrent pour le tirer et lui éviter la mort. Aucune victime n'est à déplorer.

## Sources
1. ↑  (en) Richard Payne, Stuck on the Drawing Board: Unbuilt British Commercial Aircraft Since 1945, Tempus, 2004 (ISBN 978-0-7524-3172-7, lire en ligne), p. 126
2. ↑  « The Formation of the British Aircraft Corporation (BAC) 1957-61 », sur Royal Aeronautical Society (consulté le 14 décembre 2024)
3. 1 2  (en) « British Airways BAC One-Elevens: Short-haul stalwarts », sur www.key.aero, 16 mars 2017 (consulté le 14 décembre 2024)
4. ↑  (en-US) Alexandru Stoian, « ROMBAC, primul avion de pasageri românesc », sur ZIUA CARGO, 22 octobre 2021 (consulté le 14 décembre 2024)
5. ↑  « L’ancien avion présidentiel de Nicolae Ceausescu vendu 120 000 euros aux enchères », Le Monde,‎ 27 mai 2021 (lire en ligne, consulté le 14 décembre 2024)
6. ↑  « BAC 111 production list », sur rzjets.net (consulté le 14 décembre 2024)
7. ↑  (en) « Why new engines couldn't save the BAC One-Eleven », sur www.key.aero, 20 mars 2023 (consulté le 14 décembre 2024)
8. ↑  (en) Patricia Green, « Braniff International Airways Flight 250: A Cabin Crew Perspective », sur Simple Flying, 12 mai 2024 (consulté le 14 décembre 2024)
9. ↑  (en-US) « Mohawk Flight 40 memorial service, stone monument to be put in place », sur WETM - MyTwinTiers.com, 23 juin 2017 (consulté le 14 décembre 2024)
10. ↑  « PressReader.com - Digital Newspaper & Magazine Subscriptions », sur www.pressreader.com (consulté le 14 décembre 2024)

- (en) Cet article est partiellement ou en totalité issu de l’article de Wikipédia en anglais intitulé « BAC One-Eleven » (voir la liste des auteurs).